# 上田慶治
上田 慶治（うえだ けいじ、1904年11月20日 - 1979年2月13日 ）は、日本の経営者。南都銀行頭取を務めた。

## 来歴・人物
奈良県出身。1926年に大阪高等商業学校を卒業し、のちに吉野銀行(現在の南都銀行)に入行。1958年に常任監査役に就任し、1962年に取締役、1965年3月に常務、1971年5月に専務を経て、1972年11月に頭取に就任。
1979年2月13日急性心不全のために在任時に死去。74歳没。